# Захаров, Фёдор Галактионович
Фёдор Галактионович Захаров — советский хозяйственный, государственный и политический деятель, гигиенист, доктор медицинских наук, профессор.

## Биография
Родился в 1911 году в селе Никольское. Член КПСС.
В 1941 окончил с отличием Свердловский медицинский институт. Участник Великой Отечественной войны, начальник Управления госпиталей первой линии 39-й армии. С 1946 года — на хозяйственной, общественной и политической работе. В 1946—1989 гг. — заведующий Свердловским облздравотделом, ответственный работник Министерства здравоохранения СССР, начальник Главного лечебно-профилактического управления Минздрава РСФСР, руководитель Всесоюзного Общества Красного Креста и Красного Полумесяца, заведующий кафедрой гигиены и организации здравоохранения УДН им. П. Лумумбы, заведующий кафедрой общественного здоровья и здравоохранения МГМСУ.С 1969 по 1987 преподавал историю и философия в Свердловском областном медицинском училище.
Умер в мае 1990 года в Москве.

## Сочинения
- Захаров, Федор Галактионович. Организация медицинской помощи промышленным рабочим России и СССР [Текст] : (Очерки истории). - Москва : Медицина, 1969. - 280 с. : портр.; 21 см.
- Учебное пособие для санитарных дружинниц : учебное пособие для учащихся 9-10 классов общеобразовательных школ [печатный текст] / СССР. Министерство Просвещения, Автор (Author); Захаров, Фёдор Галактионович, Редактор (Editor); Петрова, Т.А., Редактор (Editor); Комзолова, Галина Ивановна, Художник (Artist). - Издание 15-е стереотипное. - Москва : Медицина, 1978. - 127, [1] с.: ил., таблицы; 26 см.- 500 000 экземпляров   25 к.